# Вилијамстаун (Западна Вирџинија)
Вилијамстаун (енгл. Williamstown) град је у америчкој савезној држави Западна Вирџинија.

## Демографија
По попису из 2010. године број становника је 2.908, што је 88 (-2,9%) становника мање него 2000. године.
| Група             | 2000.         | 2010.         |
| Белци             | 2.928 (97,7%) | 2.829 (97,3%) |
| Афроамериканци    | 6 (0,2%)      | 7 (0,2%)      |
| Азијати           | 14 (0,5%)     | 10 (0,3%)     |
| Хиспаноамериканци | 20 (0,7%)     | 20 (0,7%)     |
| Укупно            | 2.996         | 2.908         |